# Muhammad Husayn Haykal
Muhammad Husayn Haykal (in arabo محمد حسين هيكل‎?, Muḥammad Ḥusayn Haykal; Mansura, 20 agosto 1888 – Il Cairo, 8 dicembre 1956) è stato uno scrittore egiziano.

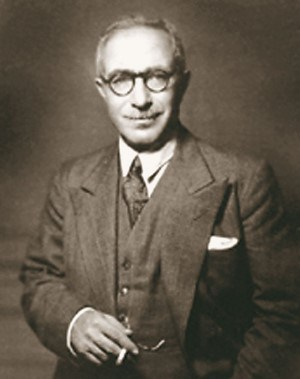
Muḥammad Ḥusayn Haykal

Nato a Manṣūra (Governatorato di Daqahliyya) in famiglia egiziana appartenente della buona borghesia, Haykal studiò diritto in Egitto e in Francia dal 1909 al 1913. 

Fu avvocato, docente universitario e giornalista (scriverà su al-Siyāsa, "La Politica", e al-Siyāsa al-usbūʿiyya, "La politica settimanale"). Al suo rientro dalla Francia, nel 1914, pubblicò il romanzo "Zaynab", scritto in Francia, a cui approda dopo aver letto i romanzi francesi. Lo pubblicò anonimo, sotto il generico nome di "fallaḥ miṣrī" (cioè "un contadino egiziano"), per paura di danneggiare la propria carriera di avvocato, anche se dopo la guerra lo ristamperà col suo nome.
Il romanzo, che viene considerato il primo nella letteratura araba, è ambientato nella campagna egiziana, realtà sociale in cui era assorbita la maggioranza degli Egiziani. Zaynab è una giovane donna innamorata di Ibrāhīm che non può però sposare a causa della diversa estrazione sociale. Haykal nel romanzo affronta i drammi connaturati con le unioni forzate (Zaynab morirà di stenti quando Ibrāhīm partirà per il servizio militare), il tema dell'ingiustizia e dell'oppressione britannica che dalla prima guerra mondiale aveva assunto il protettorato sull'Egitto.
Il romanzo è anche permeato di simbolismi. Zaynab rappresenta la natura e l'Egitto più autentico, mentre Ibrāhīm rappresenta le virtù del popolo, lo stoicismo e la nobiltà di sentimenti. Entrambi i personaggi soffrono per le convenzioni sociali dell'epoca ma non possono e non vogliono ribellarsi. 

Per Haykal la campagna ha una forte componente nostalgica, una visione della campagna tuttavia da borghese che la associa alla virtù e non alle fatiche dei campi che veramente assorbono tutte le energie e spesso le speranze disilluse dei contadini.
L'anno successivo alla sua pubblicazione 
Haykal militò nelle formazioni d'impronta ideologica liberale e fu membro del partito politico al-Aḥrār al-dustūriyyūn (I liberi costituzionalisti). Nel 1938 divenne ministro dell'Istruzione Pubblica nel secondo governo di Muḥammad Mahmūd e, dalla fine della seconda guerra mondiale fino al 1950, fu presidente del Senato egiziano. Di questa sua prolungata esperienza lasciò traccia nei due volumi del libro Mudhakkirāt fī l-siyāsa al-miṣriyya (Ricordi di politica egiziana), stampati nel 1951 e 1952.
Di notevole eco fu anche la sua biografia del profeta Maometto, Ḥayāt Muḥammad ("La vita di Muhammad"), edita nel 1934, ampiamente nota fra gli studiosi occidentali della cultura storica e religiosa dell'Islam. La sua attività di divulgatore storico proseguì con opere dedicate ai primi tre Califfi, ma quello su ʿUthmān ibn ʿAffān uscì solo dopo la sua morte.
Grande estimatore della cultura occidentale (tradusse opere su Beethoven, Shakespeare e Percy Shelley) Haykal fu un convinto fautore di una letteratura nazionale egiziana, distinta dal coacervo letterario arabo. Haykal cercò di usare a tal fine nei dialoghi il dialetto egiziano, dando un indubbio tono di "veridicità" al suo racconto. 